# Прокамбій
Прокамбій (від лат. pro — перед, раніше і камбій) — бічна твірна тканина у рослин, з якої диференціюються первинні провідні тканини рослин. Формується прокамбій у вигляді меристематичних тяжів у конусі наростання пагона або у вигляді суцільного циліндра (чи кільця) в конусі наростання кореня. Клітини прокамбію видовжені (прозенхімні), з густою протоплазмою. Із зовнішніх клітин прокамбію формуються елементи лубу, а з внутрішніх — елементи деревини. У однодольних прокамбій диференціюється у так звані замкнуті провідні пучки, нездатні до дальшого потовщення. У голонасінних і дводольних прокамбій перетворюється на камбій.